# Captain (lớp khinh hạm)
Lớp tàu frigate Captain bao gồm 78 tàu frigate của Hải quân Hoàng gia Anh được chế tạo tại Hoa Kỳ và hạ thủy vào các năm 1942–1943. Chúng được chuyển giao cho Anh Quốc theo thỏa thuận Chương trình Cho thuê-Cho mượn (theo đó Hoa Kỳ sẽ cung cấp vật tư chiến tranh cho Anh và các nước Đồng Minh khác từ năm 1941 đến năm 1945). Các con tàu được trích ra từ hai lớp tàu hộ tống khu trục của Hải quân Hoa Kỳ (nguồn gốc là những tàu hộ tống khu trục Anh): 32 chiếc Kiểu GMT (Evarts) và 46 chiếc Kiểu TE (Buckley). Khi về đến Anh, các con tàu được Hải quân Hoàng gia Anh cải biến, khiến cho chúng khác biệt so với các tàu hộ tống khu trục của Hải quân Hoa Kỳ.
Những tàu frigate lớp Captain phục vụ trong vai trò hộ tống đoàn tàu vận tải, chiến tranh chống ngầm, tàu kiểm soát tuần duyên và tàu chỉ huy trong cuộc Đổ bộ Normandy. Trong suốt Thế chiến II lớp tàu này đã tham gia vào hoạt động đánh chìm ít nhất 34 tàu ngầm Đức quốc xã và một số hạm tàu nổi đối phương khác; 15 trong số 78 chiếc frigate lớp Captain đã bị đánh chìm hay bị loại bỏ như là một tổn thất toàn bộ. Sau chiến tranh mọi chiếc lớp Captain còn sống sót (ngoại trừ một chiếc HMS Hotham) được hoàn trả cho Hải quân Hoa Kỳ vào cuối năm 1947, nhằm giảm bớt khoản tiền phải thanh toán trong Chương trình Cho thuê-Cho mượn. Chiếc frigate lớp Captain cuối cùng được hoàn lại sở hữu của Hoa Kỳ vào tháng 3, 1956.

## Tên gọi
Ý định ban đầu của Bộ Hải quân Anh là những con tàu này sẽ được đặt tên theo những hạm trưởng từng phục vụ Phó đô đốc Horatio Nelson trong Trận Trafalgar; nhưng khi việc chế tạo tiếp diễn, người ta phải tìm ngược thêm trong lịch sử tên của những đô đốc và hạm trưởng nổi tiếng.
Trong tổng số 78 tàu frigate được đặt tên, 66 chiếc được mang những cái tên chưa từng bao giờ đặt cho một tàu chiến Anh Quốc trước đây. Lawford, Louis, Manners, Moorsom, Mounsey, Narborough, Pasley và Seymour đã từng được đặt cho những tàu khu trục trong giai đoạn Thế chiến I. HMS Rupert là chiếc thứ năm được đặt cái tên này kể từ năm 1666. Torrington là chiếc thứ tư được đặt cái tên này kể từ năm 1654. Holmes đã được sử dụng một lần vào năm 1671, và Fitzroy từng được đặt cho một tàu khảo sát vào năm 1919.

## Nguồn gốc

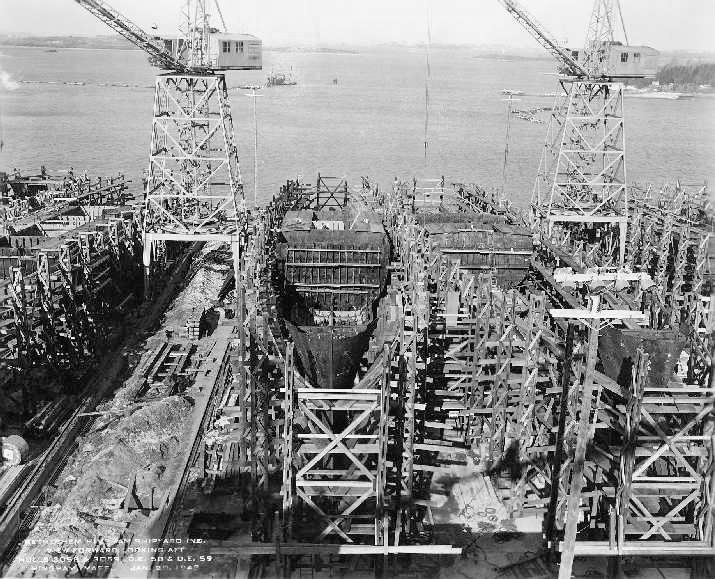
Hai chiếc thuộc phân lớp Buckley đang được chế tạo

### Vũ khí

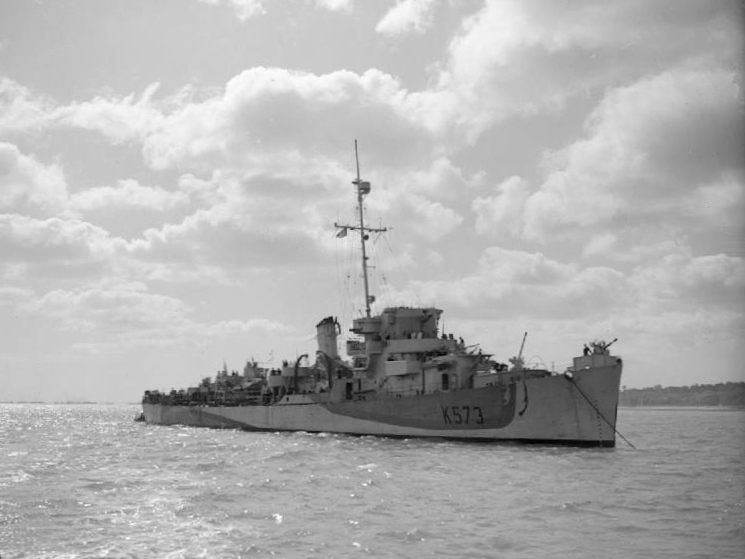
(phân lớp Buckley) hoạt động như tàu frigate kiểm soát tuần duyên; lưu ý khẩu pháo 2-pounder (40 mm) "pom-pom" bố trí trước mũi tàu

### Cải biến thành tàu chỉ huy trong cuộc đổ bộ Normandy

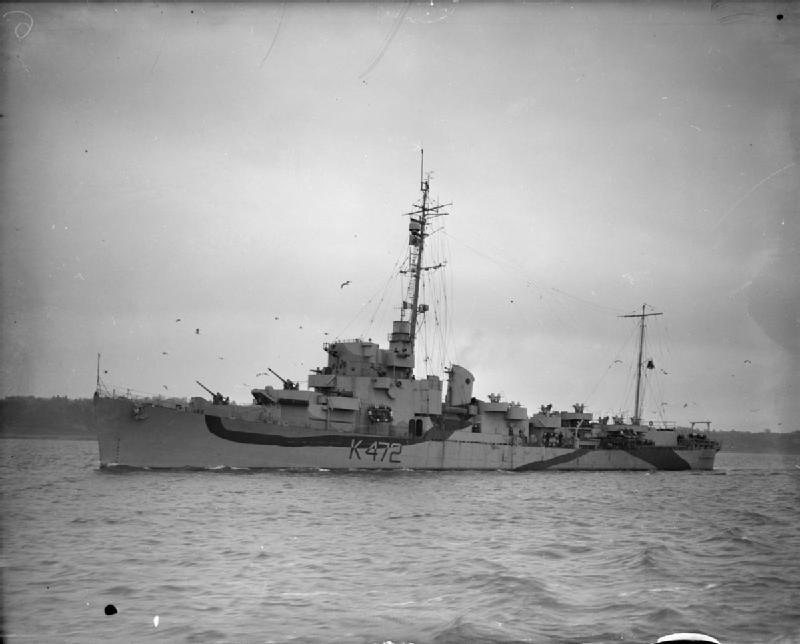
sau khi cải biến thành tàu chỉ huy trong cuộc đổ bộ Normandy; lưu ý cột ăng-ten chính nhỏ hơn bổ sung để mang thêm nhiều ăng-ten vô tuyến